# Verein und Institut für Ostbairische Heimatforschung
Verein und Institut für Ostbairische Heimatforschung wurden 1926 in Passau gegründet und haben dort bis heute ihren Sitz. Maßgeblich zu ihrer Gründung beigetragen haben Carl Sittler, Max Heuwieser sowie Rudolf Guby.
Das Institut widmet sich als landesgeschichtliches Forschungsinstitut vor allem der Geschichte und Kultur des ostbairischen Raumes (unter Einschluss der angrenzenden Gebiete Böhmens und Oberösterreichs). Dabei wird es in vielfältiger Weise vom Verein unterstützt. Zum 1. Oktober 2009 wurde das Institut für Ostbairische Heimatforschung in das Institut für Kulturraumforschung Ostbaierns und der Nachbarregionen umgewandelt. An der Zusammenarbeit mit dem Verein änderte sich dadurch jedoch nichts.

## Geschichte

### Gründung

Ostbayern im Jahre 1619

Die 1920er Jahre waren eine Zeit großer Heimatliebe, die sich insbesondere nach Ende des Ersten Weltkriegs 1918 über ganz Mitteleuropa ausbreitete. Davon wurde auch oder sogar vor allem der bayerisch-österreichisch-böhmische Grenzraum mitgerissen, denn hier fand eben jene Heimatbegeisterung „ihren natürlichen und mächtigen Halt in dem wieder lebendig gewordenen Bewusstsein einer in 1000-jähriger Geschichte begründeten, auf Stammesgemeinschaft beruhenden Kulturgemeinschaft der Ostbaiern, die auch politische Grenzen nicht zu trennen vermochte.“ So wurde bereits 1920 erwogen, eine große heimatkundliche Arbeitsgemeinschaft zu gründen, die ihren Sitz in Passau haben sollte. Diesem Gedankengang folgend, schlossen sich infolgedessen zahlreiche Heimat- und Geschichtsvereine zusammen und es entstand eine erste Inn- und Salzachvereinigung, allerdings in Braunau und nicht, wie ursprünglich geplant, in Passau. Dieser Vereinigung gehörten unter anderem die historischen Vereine von Schärding, Ried, Braunau, Salzburg, Burghausen, Pfarrkirchen, Rotthalmünster und Passau an. Ihnen sollten noch zahlreiche weitere folgen.
In etwa zur gleichen Zeit wurde in Passau der Gedanke laut, an der hiesigen Philosophisch-Theologischen Hochschule ein Institut einzurichten, das fundierte, wissenschaftliche Heimatforschung betreiben und damit die heimatkundliche Arbeit im Allgemeinen stärken sollte. Als Erster äußerte Rudolf Guby diese Idee – und fügte noch hinzu, gleichzeitig „einen registergerichtlich einzuschreibenden Verein als Träger und Förderer [des Instituts] zu gründen.“ In Max Heuwieser und Bürgermeister Carl Sittler sollte er mit dieser Idee tatkräftige und einflussreiche Gleichgesinnte finden.
Auf Anregung und Betreiben dieser drei Persönlichkeiten versammeln sich am 11. August des Jahres 1926 acht Persönlichkeiten in den Räumen der Passauer Stadtsparkasse in der Ludwigstraße: Die Geburtsstunde jener Vereinigung, der man den Namen „Verein für Ostbairische Heimatforschung“ geben sollte. Als Sitz des Vereins bestimmte man logischerweise Passau, von nun an endgültig eines der Zentren der heimatkundlichen Arbeit Ostbaierns schlechthin. Einem Kraftakt der neugewählten Vorstandschaft des Vereins – Carl Sittler, Vorsitzender; Max Heuwieser, Stv. Vorsitzender; Max Zenker, Schriftführer; Thomas Bihler, Kassier – ist es zu verdanken, dass man rasch eine solide finanzielle Basis von insgesamt 7200 Reichsmark schaffen konnte (4000 RM durch den Staat Bayern, 2000 RM durch den niederbayerischen Bezirkstag, 700 RM durch Berlin, 500 RM durch die Stadt Passau). Dadurch war es nun möglich geworden, auch das ursprünglich angestrebte Institut zu gründen, als dessen Leiter Max Heuwieser eingesetzt wurde.

### Suspendierung und Neukonstituierung
Im Laufe des Zweiten Weltkrieges war der Verein dazu gezwungen, seine Tätigkeit mehr und mehr einzustellen. Nach der Kapitulation 1945 wurde er auf Anordnung der US-amerikanischen Militärregierung sogar vorübergehend suspendiert. Laut dieser Anordnung hätte der Verein sogar aufgelöst werden sollen, was aber wohl durch die damalige „äußere Untätigkeit […] seiner Mitglieder“ verhindert werden konnte.
Nach Ende des Zweiten Weltkrieges schienen sowohl das Institut als auch der Verein zunächst fast wie von der Bildfläche gefegt zu sein. Das Institut begann seine Arbeit zunächst nur ganz langsam und sehr eingeschränkt. Beim Verein sah es hingegen noch düsterer aus: Erst durch die von Josef Oswald auf die Beine gestellten Vorlesungen über die mittelalterliche Geschichte Passaus in den Wintersemestern der Jahre 1946/47 und 1947/48 gelang es, ihm sozusagen wieder neues Leben einzuhauchen. Um den Vereinsmitgliedern darüber hinaus zu zeigen, dass es noch einen Verein gibt, verschickte Oswald seit 1946 jedes Jahr eine kleine (Weihnachts-)Gabe an sie. Die erfolgreiche Wirkung dieser Taten zeigte sich spätestens 1949, als es endlich gelang, den Verein wieder neu zu konstituieren. Am 8. Februar des Jahres wählte man, auf der ersten Mitgliederversammlung nach dem Krieg, eine neue Vorstandschaft: Carl Sittler wurde als erster Vorsitzender bestätigt und Rektor Otto Geyer zum zweiten Vorsitzenden gewählt. Damit war die schwere Zeit des Zweiten Weltkriegs und der ersten Nachkriegsjahre für Verein und Institut endgültig überstanden.
Neben den (bereits seit 1951 bestehenden) „Neuen Veröffentlichungen des Instituts für Ostbairische Heimatforschung“ gelang es Josef Oswald im Jahr 1957 auch, die „Ostbairischen Grenzmarken“ neu herauszugeben und damit eines seiner größten Ziele zu erreichen, das er schon seit 1945 verfolgte.

### Verstaatlichung des Instituts
Die großen Wendejahre in der Geschichte von Verein und Institut kommen schließlich in den ersten Jahren der 1960er Jahre. 1960 wurde das bisher private Institut als nunmehr staatliches Institut der Philosophisch-Theologischen Hochschule Passau angegliedert. Seither sind der Verein und das Institut eigentlich zwei unabhängige Einrichtungen, die theoretisch nur mehr durch ihre gemeinsamen Anliegen miteinander verknüpft sind. Hintergrund der, vor allem von Josef Oswald vorangetriebenen Verstaatlichung war das Ziel, die größtmöglichen finanziellen Mittel für das Institut zu erschließen – sprich: die „Rückendeckung“ des Institutsarbeit durch den bayerischen Staat. Sowohl der Verein als auch die Philosophisch-Theologische Hochschule haben diese Idee Oswalds gefördert. Drei Jahre später das zweite große Ereignis, jedoch diesmal in tragischer Hinsicht: Am 22. Februar 1963 stirbt der erste Vorsitzende Carl Sittler, nachdem er 37 Jahre fast ununterbrochen die Geschicke des Vereins maßgeblich bestimmt hat. Zu seinem Nachfolger wird Emil Brichta gewählt.
Im Jahr 1978 wurde das Hochschulinstitut mit der Errichtung der Universität Passau schließlich eine Einrichtung ebenjener. Damit wird es in folgende verschiedenen Sektionen unterteilt: Alte Geschichte, Mittelalterliche Geschichte, Neuere Geschichte, Kirchengeschichte, Rechtsgeschichte, Kunstgeschichte sowie Volkskunde. Die Professoren dieser Lehrstühle bilden die sogenannte Institutskonferenz.

### Stiftung des Oswald-Rings
1980 stiftet der Verein, anlässlich des 80. Geburtstages von Josef Oswald, die Auszeichnung „Oswald-Ring“. Dieser Ring wird auf Lebenszeit verliehen und der Träger bestimmt seinen würdigen Nachfolger testamentarisch selbst. Sein erster Träger, Namensgeber Josef Oswald, wird „mit dieser einmaligen Ehrung […] [für] die überragenden und unvergänglichen Verdienste […] um die Erforschung der Vergangenheit des ostbairischen Raums“ ausgezeichnet. Seine Nachfolger als Träger des Oswald-Rings werden Emil Brichta (1984) und Franz Mader (1997). Eine Anekdote am Rande: Brichta hatte zunächst zwei andere Kandidaten gehabt, denen er den Ring vermachen wollte: August Leidl († 1994) und Gottfried Schäffer († 1984); Brichta hat jedoch beide überlebt.

### Weitere Ereignisse im Überblick
Weitere anzumerkende Ereignisse in der Vereinsgeschichte sind die Änderungen – und damit Modernisierungen – der ursprünglichen Vereinssatzung von 1926 unter anderem in den Jahren 1965, 1976 sowie 1987 durch die Hauptversammlung. Seit 1984/85 gibt es zusätzlich zu den beiden bisherigen Vorsitzenden nun auch einen dritten Vorsitzenden. Die Notwendigkeit dieses Postens war mit dem Tod Gottfried Schäffers aufgezeigt worden. 2003 stiftet der Verein darüber hinaus einen „Nachwuchsförderpreis“, mit dem seither alljährlich wissenschaftliche Arbeiten mit regionalgeschichtlichem Schwerpunkt ausgezeichnet werden. 2005 erscheinen die „Ostbairischen Grenzmarken“ zum ersten Mal mit ihrem neuen Namen: „Passauer Jahrbuch“.

## Mitgliederentwicklung des Vereins
Als der Verein 1938 – im Jahr des Anschlusses Österreichs an das Deutsche Reich – sein zwölfjähriges Jubiläum feierte, zählte er 95 Mitglieder. Nach dem Zweiten Weltkrieg, einer äußerst schweren Zeit für den Verein, konnte er 145 Mitglieder aufweisen. Dann begann ein rasanter Zuwachs: So hat sich der Ausgangswert des Jahres 1938 bis ins Jahr 1958 fast verdreifacht. Unter Brichta wuchs der Verein schließlich von mittlerweile 320 (1963) auf 1090 (1980) Mitglieder an. Vor allem seit den 80er Jahren verlor der Verein auch mehr und mehr Mitglieder altersbedingt durch Tod.
Nach dem Höhepunkt im Jahr 1986/87 mit 1169 Mitgliedern sank die Mitgliederzahl fast jedes Jahr und hat sich spätestens seit Beginn der 1990er auf einen Stand um die Tausender-Grenze eingependelt. Trotzdem bezeichnet sich der Verein für Ostbairische Heimatforschung als Passaus zahlenmäßig größter Kulturverein.

## Vereinsvorsitzende und Institutsleiter
Das Erbe der beiden ersten Vorstände des Vereins bzw. des Instituts, Carl Sittler und Max Heuwieser, traten Emil Brichta im Jahr 1963 und Anton Mayer-Pfannholz bereits 1944 an; ihnen wiederum folgten bis heute mehrere andere Vorstände, wie auch die Grafik anschaulich darstellt. Es waren dies:
- Gottfried Schäffer,
- Reinhold Plenk und
- Helmut Böhm für den Verein, sowie für das Institut:
- Josef Oswald,
- August Leidl,
- Benno Hubensteiner,
- Egon Boshof und
- Franz-Reiner Erkens.

## Wirken von Verein und Institut

### Wissenschaftliches und kulturelles Engagement
Die wichtigsten Aufgaben des Instituts sind im Memorandum über den Ausbau desselben klar umrissen. Dort heißt es unter anderem, dass das Institut allen Interessierten – Wissenschaftlern wie Laien – Rat und Hilfe sowie die nötigen Weiterbildungen anbieten muss. Diese Aufgabe(n) nimmt das Institut vor allem in Form von wissenschaftlichen Veröffentlichungen und Vorträgen wahr. Wie vielfältig vor allem letztere sind, ist beispielsweise in den Ostbairischen Grenzmarken VIII / 1966 (S. 312f.) nachzulesen.
Der Verein unterstützt das Institut in seinem Engagement. So bietet er jedes Jahr zwei Exkursionen sowie evtl. kunsthistorische Führungen an, die das Veranstaltungsprogramm des Instituts in jeder Hinsicht ergänzen. Ähnlich wie beim Institut ist auch eines der größten Ziele des Vereins das Vermitteln von Wissen über die (Regional-)Geschichte und das Wecken von Interesse für dieses Gebiet. Der Verein ist daher auch als Verleger – nicht nur des Passauer Jahrbuchs (vormals Ostbairische Grenzmarken) – tätig. Auch hier arbeitet er wieder mit dem Institut zusammen, welches als Herausgeber des Jahrbuchs fungiert. Darüber hinaus beteiligt sich der Verein an Heimattagen, Symposien und Bürgerfesten und vergibt seit wenigen Jahren einen Nachwuchsförderpreis. Zur bestmöglichen Erfüllung seiner Verpflichtungen ist der Verein sowohl Mitglied im Verband Bayerischer Geschichtsvereine als auch im Gesamtverein der Deutschen Geschichts- und Altertumsvereine, Köln.

### Wichtigsten Forschungserkenntnisse im Überblick
Abgesehen von diesem wissenschaftlichen und kulturellen Engagement übt das Institut auch seine Tätigkeit als Forschungseinrichtung aus. Die Veröffentlichungen und damit auch die Forschungen des Instituts decken alles in allem eine große Zeitspanne ab – man behandelt Themen beginnend mit der Römerzeit (oder noch früher) bis ins 20. Jahrhundert hinein. In dieser Hinsicht existieren also keine Grenzen. Einzige sofort zu entdeckende Gemeinsamkeit aller Arbeiten des Instituts ist natürlich die Beschränkung auf das Gebiet „Ostbaiern“ mit einem Konzentrationspunkt um Passau. So behandeln auffallend viele Arbeiten den Passauer Klerus und hier vor allem die (Fürst-)Bischöfe bzw. das Hochstift Passau. Aber immerhin ist es ja „Aufgabe des Vereins […], unter Einbindung in die Gesamtgeschichte auch die Geschichte der Stadt Passau zu erforschen.“
Zwei der wichtigeren und auch neueren Forschungsprojekte des Vereins befassen sich demnach ebenfalls mit dem Thema „Passau“:
Zum ersten erarbeitete das Institut bereits seit 1988 eine Sammlung mittelalterlicher und frühneuzeitlicher Passauer Inschriften, welche bis vor kurzem der Inschriftenkommission in München zur Begutachtung und Überprüfung vorlag. Grundlage für das Projekt waren bereits erfolgte Vorarbeiten von Högg, der sich geraume Zeit mit dem Katalogisieren der Inschriften beschäftigt hat. Erfasst wurden dabei alle in irgendeiner Form erhaltenen Inschriften des Passauer Raumes (beispielsweise Grab- oder Bauinschriften sowie Hochwassermarkierungen usw.) vom 11. bis zum 17. Jahrhundert. Dieses Projekt, welches vom Arbeitsamt bezuschusst wurde, steht 2006 (nach mehreren Verzögerungen) vor seiner voraussichtlich endgültigen Fertigstellung und Veröffentlichung.
Zum zweiten die zusammengehörenden und bereits abgeschlossenen Werke „Geschichte der Stadt Passau“ sowie (als Ergänzung dazu) „Passau: Quellen zur Stadtgeschichte“ (beide erschienen im Pustet-Verlag Regensburg). Die beiden Projekte sind die aktuellen zur Passauer Stadtgeschichte, beginnend mit den ersten Spuren der Römer und der frühen Christen in der Region bis hin zur Universitätsgründung 1972 und darüber hinaus. Schon seit 1993/94 war man mit der genauen Planung dieses großen und schon lange überfällig gewordenen Projektes beschäftigt. Auf mehreren Institutskonferenzen wurden Umfang und Themenschwerpunkte des Werkes besprochen, anschließend war man bis 1999 mit dem Erstellen dieses Werks beschäftigt, das sich – als erstes seit langer Zeit – wieder ausführlich mit der Stadtgeschichte auseinandersetzt. Aufgrund der großen Aufnahme in der Öffentlichkeit folgten 2003 eine zweite, aktualisierte Auflage und 2004 die Ergänzung „Quellen zur Stadtgeschichte“. Die Mitarbeiter des Instituts haben damit etwas geschaffen, das (laut einer Broschüre des Vereins) „dem historisch Interessierten den unmittelbaren Zugang zu den Zeugnissen der Vergangenheit […] eröffnen soll und zugleich einen Einblick in die Arbeit des Historikers gestattet.“

### Veröffentlichungen

#### Passauer Jahrbuch
Siehe dazu: Passauer Jahrbuch.

#### Neue Veröffentlichungen des Instituts
Die erste Schrift in der Reihe „Neue Veröffentlichungen des Instituts für Ostbairische Heimatforschung“ erschien 1951. Der Verein hatte zu dieser Zeit noch kein Publikationsorgan, denn die „Ostbairischen Grenzmarken“ wurden erst 1957 wieder ins Leben gerufen. Aufgrund Geldmangels konnte man vorerst also nicht an Monatsschriften, Jahrbücher oder andere Sammlungen denken – und so suchte man nach einer Alternative, die Forschungsergebnisse publik zu machen. In der Reihe erschienen Werke verschiedenster Fachrichtungen mit regionalem Schwerpunkt. Von 1957 an ist die Reihe wohl auch als Ergänzung zu den „Ostbairischen Grenzmarken“ zu sehen. Die aktuellen Erscheinungen dieser Reihe sind die „Ostbairischen Lebensbilder“, Band 1 und Band 2 (Dietmar Klinger Verlag, Passau).